# George Jones Sings the Great Songs of Leon Payne
George Jones Sings the Great Songs of Leon Payne è un album in studio del cantante statunitense George Jones, pubblicato nel 1971.

## Tracce
Tutte le tracce sono di Leon Payne, eccetto dove indicato.

1. They'll Never Take Her Love from Me – 2:40
2. Brothers of a Bottle – 2:48
3. Blue Side of Lonesome – 2:45
4. There's No Justice – 2:32
5. With Half a Heart – 2:22
6. Lifetime to Regret – 2:47
7. Let a Little Loving Come In – 2:21
8. Take Me (Payne, George Jones) – 2:46
9. The Selfishness in Man – 2:45
10. Things Have Gone to Pieces – 2:55